# Luigi Vampa
Luigi Vampa is een figuur in de roman De Graaf van Monte Cristo (1844) van Alexandre Dumas. 
Luigi Vampa is een Italiaanse struikrover die tijdens zijn vlucht wordt geholpen door Monte Cristo. Staat sindsdien in het krijt bij Monte Cristo en helpt hem met zijn plannen tot wraakneming. Zo is Luigi verantwoordelijk voor de ontvoering van Albert burggraaf de Morcerf te Rome en de ontvoering van Danglars.